# Velika Srbija
Velika Srbija (ćirilica: Велика Србија) odnosi se na srpsku nacionalističku i iredentističku ideologiju nastalu u drugoj polovini 19. stoljeća, koja za cilj ima stvaranje države Srba na području svih regija tradicionalno značajnih srpskome narodu, uključivo s regijama izvan granica današnje Srbije na kojima se nalazi srpsko stanovništvo.
Glavna ideologija izvornoga pokreta imala je za cilj ujediniti sve Srbe u jednoj državi, pri čemu su različiti dijelovi okolnih država (ovisno o inačici ideologije) bili proglašavani srpskima bez obzira na prisutno stanovništvo drugih narodnosti. Jedna od inačica za provedbu ideje Velike Srbije uključuje cijelo područje SFR Jugoslavije osim Slovenije i dijelova Hrvatske. U drugim povijesnim oblicima aspiracije o Velikoj Srbiji su uključivale dijelove Albanije, Bugarske, Mađarske i Rumunjske. Inspiracija za takve težnje dolazi od srednjovjekovnoga Srpskoga Carstva, kratkotrajne države koja je postojala između 1346. i 1371. godine prije Osmanskih ratova. Značajna područja koja su se smatrala poželjnima u Velikoj Srbiji nalaze se daleko izvan granica tog Carstva.
Tijekom Domovinskog rata i Rata u Bosni i Hercegovini postojala je obnovljena težnja za stvaranjem Velike Srbije među vodećim političarima SR Srbije, što je dovelo do izvršenja brojnih ratnih zločina i etničkog čišćenja na priželjkivanim područjima. Naziv je često bio rabljen u raznim krugovima i tijekom samih ratova. Unatoč padu osoba značajnih za taj ideološki pokret 1990-ih godina, poput Slobodana Miloševića i Vojislava Šešelja, hrvatski i srbijanski autori slažu se da ideologija opstaje u srbijanskoj politici do danas, a nijanse i točni stavovi unutar tako obilježene ideološke struje razlikuju se prema tumačenjima.

## Povijesni pregled
Prva osoba koja je formulirala modernu ideju pansrbizma, preteče imperijalističke Velikosrpske ideologije, bio je Dositej Obradović (1739. - 1811.), pisac i mislilac koji je svoja djela posvetio "slavenosrpskom narodu". Taj narod je opisao kao "stanovnike Srbije, Bosne, Hercegovine, Crne Gore, Dalmacije, Hrvatske, Srijema, Banata i Bačke", koje je sve smatrao "svojom srpskom braćom, bez obzira na njihovu crkvu i vjeru". Drugi zagovornici pansrbizma bili su povjesničar Jovan Rajić i političar i pravnik Sava Tekelija, koji su u svojim djelima također obuhvaćali mnoga od navedenih područja pod jedinstvenim nazivom "srpske zemlje".
Koncept pansrbizma koji su zagovarala ova trojica nije bio imperijalistički, temeljen na ideji srpskog osvajanja, već racionalistički. Vjerovali su da će racionalizam nadvladati vjerske prepreke koje su dijelile Slavene na pravoslavce, katolike i muslimane, te ih ujediniti kao jedan narod. 
Ideju ujedinjenja i homogenizacije silom kasnije je zagovarao Petar II. Petrović Njegoš (1813. – 1851.).

### Garašaninovo Načertanije
Nakon pojave rastućih nacionalističkih tendencija u Europi od 18. stoljeća nadalje, poput Ujedinjenja Italije, Srbija je - nakon što je prvo dobila svoju kneževinu unutar Otomanskog Carstva 1817. godine - doživjela popularnu želju za potpunim ujedinjenjem sa Srbima na preostalim teritorijima, uglavnom onima u susjednim entitetima.
U tom smislu, neki autori navode da se korijeni istinske imperijalističke velikosrpske ideologije mogu pratiti od Načertanija (1844.), tajnog političkog programa  Ilije Garašanina, ministra u vladi Kneževine Srbije, državnika s Bismarckovskim aspiracijama. Načertanije je nastalo pod utjecajem dokumenta "Conseils sur la conduite a suivre par la Serbie", koji je 1843. napisao poljski knez Adam Jerzy Czartoryski, te revidirane verzije poljskog veleposlanika u Srbiji Franje Zacha, poznate kao "Zachov plan".
U Garašaninovom djelu se kao dio Velike Srbije potražuju zemlje naseljene Bugarima, Makedoncima, Albancima, Crnogorcima, Bosancima, Mađarima i Hrvatima. Garašaninov plan također je uključivao metode širenja srpskog utjecaja na traženim područjima. Predlagao je načine utjecaja na Hrvate i slavenske muslimane, koje je Garašanin smatrao "Srbima katoličke vjere" i "Srbima islamske vjere". Dokument je također naglašavao nužnost suradnje između balkanskih naroda i zalagao se da Balkanom trebaju upravljati narodi s Balkana. Prema planu, nova srpska država trebala je uključiti susjedna područja Crne Gore, sjeverne Albanije, Bosne i Hercegovine.
Ovaj plan čuvan je kao tajna do 1906. godine, a neki ga tumače kao nacrt za srpsko nacionalno ujedinjenje, s primarnim ciljem jačanja položaja Srbije usađivanjem srpske i prosrpske nacionalne ideologije u sve okolne narode za koje se smatralo da nemaju razvijenu nacionalnu svijest. Budući da je Načertanije bilo tajni dokument, nije moglo izravno utjecati na nacionalnu svijest na popularnoj razini - ali su upućeni političari mogli širiti ideje na kojima je dokument utemeljen. Neki znanstvenici ocjenjuju da su od druge polovice 19. stoljeća do izbijanja Prvog svjetskog rata "vodeće političke skupine i društveni slojevi u Srbiji bili temeljito prožeti idejama iz Načertanija i razlikovali su se samo u intenzitetu osjećaja i političkoj konceptualizaciji". Čini se da je politička nesigurnost toga doba, više nego jugoslavenstvo ili srpski nacionalizam, bila prevladavajući razlog za popularizaciju ideje o širenju srpskih granica. Dokument je jedan od najspornijih u srpskoj povijesti 19. stoljeća, s oprečnim tumačenjima. Neki znanstvenici tvrde da je Garašanin bio inkluzivni jugoslaven, dok drugi smatraju da je bio isključivi srpski nacionalist koji je težio stvaranju Velike Srbije.

### Pansrbizam Vuka Karadžića
Najznačajniji srpski jezikoslovac 19. stoljeća, Vuk Karadžić, bio je zagovornik stajališta da su svi južni Slaveni koji govore štokavskim narječjem srpsko-hrvatskog jezika zapravo Srbi koji govore srpskim jezikom. Budući da je ova definicija podrazumijevala da su velika područja kontinentalne Hrvatske, Dalmacije te Bosne i Hercegovine, uključujući i područja naseljena rimokatolicima, srpska, neki Vuka Karadžića smatraju rodonačelnikom programa Velike Srbije. Preciznije, Karadžić je bio oblikovatelj moderne sekularne srpske nacionalne svijesti, s ciljem uključivanja svih izvornih govornika štokavskog narječja (pravoslavaca, katolika i muslimana) u jednu, modernu srpsku naciju. Njemački povjesničar Michael Weithmann smatra da je Karadžić izrazio opasnu ideološku i političku ideju u znanstvenom obliku, tj. da je među Srbe pripada pretežni dio južnih Slavena, dok češki povjesničar Jan Rychlik smatra da je Karadžić postao propagator velikosrpske ideologije i iznio teoriju prema kojoj su svi jugoslavenski narodi koji govore štokavskim narječjem Srbi.
Ovo stajalište ne dijeli Andrew Baruch Wachtel (Making a Nation, Breaking a Nation), koji ga vidi kao pristašu južnoslavenskog jedinstva, iako u ograničenom smislu, jer je njegova jezična definicija naglašavala ono što Južne Slavene ujedinjuje, a ne vjerske razlike koje su ih ranije dijelile. Međutim, može se tvrditi da je takva definicija vrlo pristrana: sam Karadžić je elokventno i eksplicitno izjavio da mu je cilj ujediniti sve izvorne govornike štokavskog narječja koje je on identificirao kao Srbe. Stoga je Karadžićev središnji jezično-politički cilj bio rast srpskog prostora uključivanjem svih štokavaca među Srbe, u skladu s njegovim etno-lingvističkim idejama, a ne jedinstvo bilo koje vrste između Srba i drugih južnoslavenskih naroda. 
Klerikalnu podršku velikosrpskoj ideologiji i Karadžićevoj ideji pružio je Nikodim Milaš u svom djelu Pravoslavna Dalmacija (1901.).

### Balkanski ratovi
Ideja o povratu povijesnog srpskog teritorija provedena je u djelo nekoliko puta tijekom 19. i 20. stoljeća, osobito u širenju Srbije prema jugu u Balkanskim ratovima. Srbija je polagala "povijesna prava" na posjedovanje Makedonije, koju je na kraće vrijeme - približno tijekom jedne generacije - bio osvojio Stefan Dušan u 14. stoljeću.
Na početku 20. stoljeća, sve političke stranke Kraljevine Srbije (osim Socijaldemokratske stranke) podržavale su stvaranje Balkanske federacije, a općenito su prihvaćale ideju ujedinjenja svih Srba u jedinu srpsku državu koja bi bila dio balkanske federacije. Od stvaranja Kneževine do Prvog svjetskog rata, teritorij Srbije se konstantno širio.
Srbija je u Balkanskim ratovima ostvarila značajno teritorijalno proširenje i gotovo udvostručila svoj teritorij, pri čemu je pripojila područja naseljena većinom ne-Srbima (Albancima, Bugarima, Turcima i drugima). Najvažniji cilj Srbije u Balkanskim ratovima bio je pristup otvorenom moru, pa je Kraljevina Srbija okupirala veći dio unutrašnjosti Albanije i albansku jadransku obalu. Srpska vojska i crnogorska vojska počinile su niz masakra nad Albancima. Prema Izvještaju Međunarodne komisije, Srbija je anektirane teritorije smatrala "ovisnim područjem, vrstom osvojene kolonije, kojom ti osvajači mogu upravljati po svojoj volji". Novostečena područja bila su podvrgnuta vojnoj upravi i nisu bila uključena u ustavni sustav Srbije. Oporbeni tisak zahtijevao je uspostavu vladavine prava za stanovništvo anektiranih teritorija i proširenje Ustava Kraljevine Srbije na te regije.
Kraljevska srpska vojska zauzela je Drač (Predložak:Lang-sq) 29. studenog 1912. bez otpora. Pravoslavni mitropolit Drača Jakov posebno je srdačno dočekao nove vlasti. Zahvaljujući Jakovljevoj intervenciji kod srpskih vlasti, nekoliko albanskih gerilskih jedinica je spašeno i izbjeglo pogubljenje.
Međutim, vojska Kraljevine Srbije povukla se iz Drača u travnju 1913. pod pritiskom pomorske flote Velikih sila, ali je ostala u drugim dijelovima Albanije sljedeća dva mjeseca.

### Crna ruka
Tajna vojna organizacija pod nazivom Ujedinjenje ili smrt, popularno poznata kao Crna ruka, na čelu sa srpskim pukovnikom Dragutinom Dimitrijevićem Apisom, zauzela je aktivan i militantan stav po pitanju stvaranja velikosrpske države. Poduzela je ona, uz oslonac na srbijanske oružane snage čiji su njeni članovi uglavnom i bili časnici, niz gerilskih četničkih aktivnosti  na područjima pod vlašću Osmanskog Carstva - najprije radi destabilizacije te države koja je vladala dijelom Srbije, a potom radi suzbijanja konkurentnih snaga Albanaca i Bugara. Osloncem na raširene protuaustrijske zavjereničke aktivnosti, naposljetku je izvršila atentat na austro-ugarskog prijestolonasljednika Ferdinanda u Sarajevu 1914. god., koji je bio povodom izbijanja I. svjetskog rata. Vjeruje se da je ova organizacija bila odgovorna za brojne zločine nakon Balkanskih ratova 1913. godine.

### Prvi svjetski rat i stvaranje Kraljevine SHS
Nakon završetka Balkanskih ratova, Kraljevina Srbija proširila se prema jugu, ali je podrška takvom širenju bila mješovita zbog toga što obećanja o pristupu Jadranskom moru nisu ispunjena. Umjesto toga, Srbija je dobila teritorije Vardarske Makedonije koje su trebale postati dio Kraljevine Bugarske, a Srpska vojska morala je napustiti ta obalna područja koja bi postala dio novoformirane Kneževine Albanije. Ovaj događaj, zajedno s ranijom austrougarskom aneksijom Bosne, bio je za srpsko vodstvo frustrirajući, jer je još uvijek velik broj Srba bio izvan Kraljevine.
Do 1914. godine velikosrpski koncept je kod elite Srbije postupno zamjenjivan jugoslavenskim panslavističkim pokretom. Promjena pristupa bila je zamišljena kao sredstvo za dobivanje potpore drugih Slavena, susjeda Srba, koji su također bili pod vlašću Austro-Ugarske. Namjera stvaranja južnoslavenske ili "jugoslavenske" države izražena je u Niškoj deklaraciji srpskog premijera Nikole Pašića 1914. godine, kao i u izjavi srpskog regenta Aleksandra 1916. godine. Dokumenti su pokazali da će Srbija voditi politiku koja će integrirati sve teritorije na kojima žive Srbi i južni Slaveni (osim Bugara), uključujući Hrvate i Slovence.[nedostaje izvor]
Londonskim ugovorom saveznici su Srbiji trebali dodijeliti teritorije Bosne i Hercegovine, Srijema, Bačke, Slavonije (unatoč talijanskim prigovorima) i sjeverne Albanije (koja bi se podijelila s Crnom Gorom).[nedostaje izvor]
Nakon Prvog svjetskog rata, Srbija je ostvarila svoje maksimalističke nacionalističke težnje ujedinjenjem južnoslavenskih regija Austro-Ugarske i Crne Gore u Kraljevinu Jugoslaviju pod srpskom dominacijom. Osobito kod Hrvata, nabusita srpska politika je nailazila na antipatiju i otpor.
Tijekom Kraljevine SHS, vlada je provodila politiku jezične srbizacije prema Makedoncima u Makedoniji, tada nazivanim "Južna Srbija" (neslužbeno) ili "Vardarska banovina" (službeno). Narječja koja su se govorila u toj regiji službeno su smatrana narječjima srpsko-hrvatskog jezika. Ta "južna narječja" bila su potiskivana u obrazovanju, vojsci i drugim nacionalnim djelatnostima, a njihova je uporaba bila kažnjiva.

### Kraljevina Jugoslavija i sukob centralizma i federalizma
Srpska pobjeda u Prvom svjetskom ratu rezultirala je stvaranjem nove države, Kraljevine Srba, Hrvata i Slovenaca, koja je 1929. godine preimenovana u Kraljevinu Jugoslaviju, a kojoj je na čelo postavljena srpska kraljevska obitelj Karađorđević. U početku, pristaše doktrine Velike Srbije osjećale su se zadovoljnima, jer je glavni cilj ujedinjenja svih srpskih naseljenih zemalja pod vladavinom srpske monarhičke dinastije uglavnom ostvaren.
Tijekom međuratnog razdoblja, većina srpskih političara, predvođena Narodnom radikalnom strankom Nikole Pašića, branila je jaku centraliziranu državu, dok su njihovi protivnici, prvenstveno Hrvatska seljačka stranka (HSS) pod vodstvom Stjepana Radića, zahtijevali veću autonomiju i federalno uređenje.

### Seljačko-demokratska koalicija: Savez protiv hegemonije
Ključni preokret u dinamici odnosa dogodio se 1927. godine. Svetozar Pribićević, vođa Samostalne demokratske stranke (SDS) i dotadašnji ključni saveznik beogradskog režima i zagovornik unitarizma, uviđa da je centralistička politika postala instrument velikosrpske hegemonije i da nije održiva. Kao predstavnik Srba izvan Srbije (tzv. Prečana), Pribićević raskida s radikalima i sklapa savez s Radićevim HSS-om, stvarajući Seljačko-demokratsku koaliciju (SDK). Ovaj savez Hrvata i Srba Prečana postaje najsnažnija opozicijska snaga u državi, sa zajedničkim ciljem borbe protiv beogradskog centralizma i zalaganja za federalno preuređenje Jugoslavije.
Vrhunac političke krize dogodio se 20. lipnja 1928. godine, kada je radikalski zastupnik Puniša Račić u Narodnoj skupštini u Beogradu izvršio atentat na zastupnike HSS-a, smrtno ranivši Stjepana Radića. Ovaj čin nasilja uništio je vjeru u parlamentarnu borbu i doveo do uvođenja Šestosiječanjske diktature kralja Aleksandra 1929. godine. Pribićević je uhićen, a kasnije iz egzila objavljuje knjigu Diktatura kralja Aleksandra, u kojoj s pozicije bivšeg insajdera detaljno orokazuje i osuđuje "jugoslavenski" režim kao paravan za velikosrpsku hegemoniju koju provodi uska klika oko dvora.

### Banovina Hrvatska i reakcija srpskog nacionalizma
Kao pokušaj rješavanja "hrvatskog pitanja", Sporazumom Cvetković-Maček 1939. godine stvorena je Banovina Hrvatska, autonomna jedinica unutar Jugoslavije. Taj korak prema federalizaciji za koju se zalagala SDK izazvao je žestoku reakciju u srpskim nacionalističkim krugovima.
Organizacije poput Srpskog kulturnog kluba, predvođenog Slobodanom Jovanovićem, ocjenjivale su stvaranje Banovine kapitulacijom i prijetnjom srpstvu. Kao odgovor, formulirali su projekt stvaranja "Srpskih zemalja" unutar Jugoslavije, koje bi obuhvatile ne samo Srbiju, Crnu Goru, Makedoniju i BiH, već i značajne dijelove teritorija Banovine Hrvatske (Liku, Kordun, Baniju, sjevernu Dalmaciju i dijelove Slavonije). Ovaj plan, promoviran pod parolom "Jaka Srbija, jaka Jugoslavija", predstavljao je ideološku osnovu za četnički projekt "Homogene Srbije" tijekom nadolazećeg rata.

### Drugi svjetski rat i projekt "Homogena Srbija"
Nakon nacističke invazije na Jugoslaviju 1941. godine, napetosti među nacionalnostima unutar Jugoslavije prerasle u jedan od najbrutalnijih građanskih ratova koji su se dogodili za vrijeme Drugog svjetskog rata. Kraljevska vlada je pod udarom premoćnih snaga Sila Osovine vrlo brzo kapitulirala i pobjegla u izbjeglištvo u London. Manji dio Srba se pridružio kolaboracionističkim snagama Milana Nedića i Dimitrija Ljotića koji su osnovali Srpski dobrovoljački korpus. Slično je napravio i dio ekstremno nacionalistički nastrojenih Hrvata, Ustaša, koji su iskoristili situaciju i udružili se s državama Osovine te uspostavili Nezavisnu Državu Hrvatsku (NDH), smatrajući ovaj trenutak svojom povijesnom prilikom za ispunjenje vlastitih iredentističkih aspiracija.
Otpor okupatorima su prvo pružili Četnici, glavni monarhistički pokret otpora, pod vodstvom pukovnika Draže Mihailovića; oni će se suočeni sa snažnim vojnim djelovanjem Nijemaca potom odlučiti na suradnju sa snagama Osovine, s ciljem da se dočekaju povoljni uvjeti za stvaranja poslijeratne Velike Srbije. Iako im je primarni cilj bio obnova Kraljevine Jugoslavije, politički program četničkog pokreta bio je duboko ukorijenjen u velikosrpskoj ideologiji, naslanjajući se izravno na predratne planove Srpskog kulturnog kluba. Ključni dokument koji definira ove ciljeve je memorandum "Homogena Srbija", koji je 30. lipnja 1941. sastavio četnički ideolog, banjalučki odvjetnik Stevan Moljević.
Moljevićev plan zagovarao je stvaranje etnički čiste Velike Srbije koja bi obuhvatila ne samo predratnu Srbiju, već i Crnu Goru, Makedoniju, cijelu Bosnu i Hercegovinu te velike dijelove Hrvatske (Liku, Kordun, Baniju, sjevernu Dalmaciju, Dubrovnik i dijelove Slavonije). U dokumentu se eksplicitno navodi da se "preseljenje i izmjena žiteljstva" mora izvršiti, posebno Hrvata s budućeg srpskog teritorija i Muslimana iz Bosne i Hercegovine. Moljević je isticao da se "čišćenje državnog teritorija od svih narodnih manjina i nenacionalnih elemenata" mora dogoditi prije kraja rata, kako bi se saveznici stavili pred svršen čin. Ovaj program, koji je u svojoj suštini bio plan za etničko čišćenje i stvaranje Velike Srbije, usvojen je kao službeni cilj četničkog pokreta, što je potvrđeno u instrukcijama koje je Draža Mihailović poslao svojim zapovjednicima u prosincu 1941. godine.
U isto vrijeme, u Jugoslaviji je djelovao i drugi višeetnički antifašistički pokret otpora - Partizani, predvođeni komunistima i Josipom Brozom Titom - koji je vodio gerilski rat protiv okupatorskih snaga i podržavao pretvaranje Jugoslavije u socijalističku federativnu republiku. Njihov program bio je antifašistički i višenacionalan, s ciljem obnove Jugoslavije kao federacije ravnopravnih republika, što je bilo u izravnoj suprotnosti s oba nacionalistička projekta – ustaškim i četničkim.
Srbi su uglavnom bili podijeljeni u ove dvije frakcije s različitim ideologijama i ciljevima, što je dovelo do unutrašnjih borbi. Nakon što se 1943. god. ratna sreća definitivno naklonila Saveznicima (te je u rujnu 1943. godine kapitulirala Italija - koja je bila glavni vojni i politički pokrovitelj četničkih snaga) Velika Britanija i Sjedinjene Američke Države koje su se odlučile da odustanu od forsiranja napada na "Europsku tvrđavu" koji su uspostavili Nijemci preko Južne i Jugoistočne Europe i odlučili prema Njemačkim granicama krenuti preko Francuske - počeli su od ožujka 1944. godine pružiti vrlo značajnu vojnu pomoć Titovim Partizanima, koji su djelima posvjedočili svoje opredjeljenje da se bore protiv Nijemaca; potom četnici više nisu partizanima mogli uvjerljivo parirati niti na bojnom polju, niti na polju propagande. 

### Razdoblje nakon Drugog svjetskog rata
Nakon rata, pobjednički vođa Partizana maršal Josip Broz Tito postao je predsjednik Jugoslavije, što je i ostao sve do svoje smrti 1980. godine. Tijekom ovog razdoblja zemlja je bila podijeljena na šest republika. Godine 1976., unutar Socijalističke Republike Srbije stvorene su dvije autonomne pokrajine, Socijalistička Autonomna Pokrajina Kosovo i Socijalistička Autonomna Pokrajina Vojvodina. Tijekom ovog razdoblja, većina deklariranih sljedbenika ideologije Velike Srbije bili su zatvarani pod optužbama za izdaju za izdaju ili su pak natjerani u prognanstvo. U ostatku srpskog stanovništva, većina Srba su postali snažne pristaše nove nesvrstane Jugoslavije.

### Uloga u raspadu Jugoslavije

#### Memorandum SANU
Memorandum Srpske akademije nauka i umjetnosti (1986.) bio je jedan od najvažnijih dokumenata koji je pokrenuo pan-srpski pokret krajem 1980-ih, što je dovelo do dolaska na vlast Slobodana Miloševića i naknadnih Jugoslavenskih ratova. Autori Memoranduma uključivali su najutjecajnije srpske intelektualce kao što su: Dobrica Ćosić, Pavle Ivić, Antonije Isaković, Dušan Kanazir, Mihailo Marković, Miloš Macura, Dejan Medaković, Miroslav Pantić, Nikola Pantić, Ljubiša Rakić, Radovan Samardžić, Miomir Vukobratović, Vasilije Krestić, Ivan Maksimović, Kosta Mihailović, Stojan Čelić i Nikola Čobelić. Filozof Christopher Bennett karakterizirao je memorandum kao "grubo razrađenu teoriju zavjere". U Memorandumu su iznesene tvrdnje kako u Jugoslaviji postoji sustavna diskriminacija Srba i Srbije, kulminirajući optužbom da su Srbi u Kosovu i Metohiji izloženi genocidu. Prema Bennettu, unatoč tome što su većina iznesenih tvrdnji bila očito apsurdna, memorandum je bio samo jedan od nekoliko sličnih dokumenata objavljenih u to vrijeme koji su ponavljali iste osnovne teze.
Zagovaratelji Memoranduma tvrde da nema govora kako su Memorandumu poziva na raspad Jugoslavije na linijama Velike Srbije, već tvrde da je dokument bio u prilog očuvanja Jugoslavije. Međutim, podrška Jugoslaviji bila je uvjetovana temeljnim promjenama sa ciljem zaustavljanja diskriminacije Srba za koju je Memorandum tvrdio da je ugrađena u jugoslavenski ustav. Glavna promjena koju autori Memoranduma traže bila je ukidanje autonomije Kosova i Vojvodine. Prema Normanu Cigaru, budući da su takve promjene očito bile neprihvatljive svima osim Srbima, implementacija programa Memoranduma bila je moguća jedino silom: do toga - naime izbijanja rata - je potom i došlo.

#### Dolazak Miloševića na vlast
S dolaskom na vlast Miloševića, diskurs Memoranduma postao je dominantan politički diskurs u Srbiji. Prema Bennettu, Milošević je korištenjem stroge kontrole medija pokrenuo propagandnu kampanju u kojoj su Srbi uvijek isticani kao žrtve i koja je naglašavala potrebu izmjene Jugoslavije zbog navodne pristranosti protiv Srba. Nakon toga je uslijedila Miloševićeva Antibirokratska revolucija u kojoj su pokrajinske vlade Vojvodine i Kosova te republička vlada Crne Gore bile srušene, što je Miloševiću dalo dominantan položaj od četiri glasa od osam u kolektivnom predsjedništvu Jugoslavije. Prema Bennettu, Milošević je uspio postići takav dominantan položaj Srbije jer su mu se stare komunističke vlasti bojale suprotstaviti. Već tijekom kolovoza 1988., pristaše Antibirokratske revolucije navodno su otvoreno izvikivali parole Velike Srbije kao što je "Crna Gora je Srbija!".
Hrvatska i Slovenija oštro su osudile zahtjeve Miloševića za centraliziranijim sustavom vlade u Jugoslaviji i počele su zahtijevati da, umjesto centralizacije, Jugoslavija postane puna višestranačka konfederalna država. Milošević je tvrdio da se protivi konfederalnom sustavu, ali je također dao na znanje da će, ako se takav sustav stvori, vanjske granice Srbije biti "otvoreno pitanje", time nagovijestivši da ako se Jugoslaviju pokuša decentralizirati, da će njegova vlada početi stvarati Veliku Srbiju. Milošević je tada izjavio: "Ovo su pitanja granica, esencijalna državna pitanja. Granice, kako znate, uvijek određuju jaki, nikad slabi."
U tom trenutku nekoliko oporbenih stranaka u Srbiji - koje za razliku od Miloševića nisu sudjelovale u nikakvim pregovorima s drugim akterima na području SFR Jugoslavije - već su posve otvoreno pozivale na stvaranje Velike Srbije, odbacujući postojeće granice republika kao umjetnu tvorevinu Titovih partizana. Među njima je bila i Šešeljeva Srpska radikalna stranka, koja je tvrdila da će usvajanje promjena koje je predlagao Milošević ispraviti većinu anti-srpske pristranosti koja je spomenuta u Memorandumu. Milošević je odgovorio podrškom svim grupama koje su pozivale na Veliku Srbiju, inzistirajući na zahtjevu "svi Srbi u jednoj državi". Miloševićeva Socijalistička partija Srbije nametnula se kao glavna braniteljica srpskog naroda u Jugoslaviji, a srpski predsjednik Slobodan Milošević, koji je bio i vođa Socijalističke stranke Srbije, neprekidno je izjavljivao kako svi Srbi imaju pravo živjeti u Srbiji. Protivnici i kritičari Miloševića tvrdili su da "Jugoslavija može biti ta jedna država, ali prijetnja je bila da, ako se Jugoslavija raspadne, onda bi Srbija pod Miloševićem krenula stvarati Veliku Srbiju".

#### Linija Virovitica–Karlovac–Karlobag
Linija Virovitica-Karlovac-Karlobag je hipotetska linija koja opisuje zapadnu granicu irredentističke nacionalističke srpske države. Ona definira sve što je istočno od zamišljene linije Karlobag–Ogulin–Karlovac–Virovitica dijelom Srbije, dok bi zapadno od nje bila Slovenija, a ono što bi eventualno ostalo Hrvatska. Po takvom razgraničenju, većina teritorija Socijalističke Federativne Republike Jugoslavije pripala bi Srbima.
Veliku Srbiju srpski političari poržavali su kako iz iredentističkih tako i iz ekonomskih razloga, jer bi donijela Srbiji skoro cijelu obalu Jadrana, tešku industriju, poljoprivredno zemljište, prirodne resurse i svu sirovu naftu unutar tadašnje SFRJ (uglavnom pronađenu u Panonskoj nizini, a posebno u tadašnjoj Socijalističkoj Republici Hrvatskoj). Postojali su razni srpski političari povezani s Miloševićem na početku 1990-ih koji su javno zagovarali takve poglede: Mihalj Kertes, Milan Babić, Milan Martić, Stevan Mirković, a posebno Vojislav Šešelj, U svojim govorima i knjigama, Šešelj je često tvrdio da su svi stanovnici ovih područja zapravo etnički Srbi, pravoslavne, rimokatoličke ili muslimanske vjere.

#### Jugoslavenski ratovi
Optužbe za ratne zločine protiv Miloševića zasnivaju se upravo na tvrdnji da je tražio uspostavu "Velike Srbije". Tužitelji u Haagu tvrdili su da su "sve točke optužnice  bile dio zajedničkog cilja, strategije ili plana optuženog (Miloševića) za stvaranje 'Velike Srbije', centralizirane srpske države koja obuhvaća srpska naseljena područja Hrvatske i Bosne i Hercegovine te cijelo Kosovo te da se taj plan treba ostvariti prisilnim uklanjanjem svih ne-Srba iz velikih zemljopisnih područja kroz počinjenje zločina navedenih u točkama optužnice. Iako su se događaji na Kosovu dogodili više od tri godine nakon onih u Hrvatskoj i Bosni, oni su bili samo nastavak istog plana i mogu se potpuno razumjeti samo u sklopu onog što se dogodilo u Hrvatskoj i Bosni."
Haški sud utvrdio je da se strateški plan vodstva bosanskih Srba sastojao od "plana za povezivanje područja naseljenih Srbima u BiH s ciljem uspostave potpunog nadzora nad tim područjima i stvaranje zasebne bosanske srpske države iz koje bi većina ne-Srba bila trajno uklonjena". Također je utvrđeno da su se mediji u određenim područjima usredotočili isključivo na politiku Srpske demokratske stranke te da su medijski izvještaji iz Beograda postali sve češći, uključujući predstavljanje ekstremističkih pogleda i promicanje koncepta Velike Srbije, baš kao i u drugim dijelovima Bosne i Hercegovine gdje je otvoreno zagovaran koncept Velike Hrvatske.
Vuk Drašković, vođa Srpskog pokreta obnove, pozivao je na stvaranje Velike Srbije koja bi uključivala Srbiju, Kosovo, Vojvodinu, Makedoniju i Crnu Goru, kao i regije unutar Bosne i Hercegovine i Hrvatske s visokim udjelom srpskog stanovništva Oko 160.000 Hrvata bilo je protjerano s teritorija koje su srpske snage nastojale nadzirati.
Veći dio sukoba u Jugoslavenskim ratovima 1990-ih bio je rezultat pokušaja da se Srbi ujedine. Mihailo Marković, potpredsjednik Glavnog odbora Socijalističke partije Srbije, odbio je bilo koje rješenje koje bi značilo da su Srbi izvan Srbije manjina. Predložio je uspostavu federacije koja bi se sastojala od Srbije, Crne Gore, Bosne i Hercegovine, Makedonije i Srba koji žive u Srpskoj autonomnoj regiji Krajina, Slavonija, Baranja i Srijem.

### Događanja nakon okončanja rata
Međunarodni kazneni tribunal za bivšu Jugoslavijau (ICTY) optužio je Slobodana Miloševića i druge srpske vođe za počinjenje zločina protiv čovječnosti, uključujući ubojstvo, prisilno preseljenje stanovništva, deportaciju i "progon na političkoj, rasnoj ili vjerskoj osnovi". Ured tužitelja u Haagu optužio je Miloševića za "najteža kršenja ljudskih prava u Europi od Drugog svjetskog rata kao i za genocid".
Srpski povjesničar Sima Ćirković izjavio je da prigovori na ideju Velike Srbije uz pokazivanje prstom na Garašaninovo Načertanije i "Memorandum" ne pomažu u rješavanju postojećih problema i da je to zloupotreba povijesti.
Srpski akademik Čedomir Popov smatra da su optužbe za "velikosrpske namjere" često korištene za politički anti-srpske interese te da su faktografski netočne. Popov je izjavio da u srpskoj povijesti nikad nije bilo ni nikad neće biti Velike Srbije.
Godine 2008., Aleksandar Vučić, bivši član Srpske radikalne stranke, koja je zagovarala stvaranje Velike Srbije, izjavio je da je Šešeljeva vizija Velike Srbije nerealna i da je ideja Velike Srbije nerealna u tom trenutku zbog ravnoteže snaga koju drže velike sile.

### Suvremene pojave
Nakon završetka ratova 1990-ih i pada režima Slobodana Miloševića, ideologija Velike Srbije nije nestala, već se prilagodila novim političkim okolnostima. Otvoreni iredentizam i pozivi na vojnu ekspanziju, koji su obilježili devedesete, u velikoj su mjeri zamijenjeni suptilnijim metodama političkog, kulturnog i ekonomskog utjecaja u susjednim državama sa značajnom srpskom populacijom.
U suvremenom političkom diskursu, kompromitirani termin "Velika Srbija" često se izbjegava. Umjesto njega, pojavljuju se nove sintagme i koncepti koji, prema brojnim analitičarima i kritičarima, opisuju isti temeljni cilj - okupljanje "svih Srba" i teritorija na kojima žive u jedinstveni državno-kulturni i politički prostor pod dominacijom Beograda. Jedan od najistaknutijih primjera takve suvremene pojave je koncept "Srpskog sveta".

## Velikosrpska propaganda
Velikosrpska propaganda označava skup medijskih, političkih i kulturnih aktivnosti kojima se, korištenjem dezinformacija, povijesnog revizionizma i govora mržnje, sustavno poticala etnička netrpeljivost i dehumanizirali susjedni narodi – prvenstveno Albanci, Bošnjaci, Hrvati i Crnogorci. Cilj takve propagande bio je stvoriti psihološku i moralnu podlogu za ostvarenje ciljeva velikosrpske ideologije, opravdati teritorijalne pretenzije i mobilizirati srpsko stanovništvo za rat.
Povijesni korijeni takvog djelovanja sežu u početak 20. stoljeća, kada je organizacija Narodna odbrana širila propagandu usmjerenu protiv Austro-Ugarske. Svoj puni zamah propaganda doživljava krajem 1980-ih pod režimom Slobodana Miloševića, kada ključni državni mediji, poput Radio-televizije Srbije (s informativnim centrima u Beogradu, Novom Sadu i Prištini) i listova Politika, Večernje novosti i Politika express, postaju središnji instrumenti za širenje nacionalne mržnje. Kroz usustavljene medijske kampanje, širene su dezinformacije o navodnoj ugroženosti Srba, posebice na Kosovu (npr. o "masovnim silovanjima Srpkinja"), čime se poticala albanofobija i kroatofobija. Istovremeno, Milošević je prikazivan kao mitski zaštitnik i vođa svih Srba, a nadolazeća agresija na susjedne republike opravdavana je kao "obrambeni rat" ili "sprječavanje genocida".

### Priprema za rat u Hrvatskoj
U razdoblju od 1990. do 1991. godine, propaganda usmjerena prema opravdavanju rata protiv Hrvatske i mobilizaciji lokalnih Srba temeljila se na tri ključna i međusobno povezana narativa.

#### Manipulacija brojem žrtava Drugog svjetskog rata
Jedan od središnjih stupova propagande bila je instrumentalizacija i zloupotreba srpskih žrtava iz Drugog svjetskog rata, s posebnim naglaskom na zločine koje je počinio ustaški režim u Nezavisnoj Državi Hrvatskoj. U javnom diskursu sustavno su plasirani višestruko uveličani brojevi žrtava, posebice za logor Jasenovac (često se navodio broj od 700.000 ubijenih Srba), što je predstavljano kao znanstvena i neupitna činjenica. Cilj je bio stvoriti psihozu straha od navodno prijetećeg "novog genocida" i poistovjetiti novu, demokratski izabranu hrvatsku vlast s ustaškim režimom. Tvorci velikorspske protuhrvatske propagande hrvatske vojnike nazivali ustašama, Hrvatska "ustaškom državom", a Hrvate "genocidnim" ili "krvožednim narodom".
Ovu tezu su aktivno podržavali i neki crkveni velikodostojnici. Patrijarh Pavle je u pismu 1991. izjavio da "Srbi ne mogu da žive sa Hrvatima ni u kakvoj državi. Ni u kakvoj Hrvatskoj", a Sveti Arhijerejski Sabor Srpske pravoslavne crkve je početkom 1992. donio odluku da ne priznaje republičke granice. Time je stvorena atmosfera u kojoj je svaki pokušaj osamostaljenja Hrvatske prikazan kao izravna prijetnja biološkom opstanku srpskog naroda.

#### Povezivanje hrvatskih simbola s ustaštvom
Nakon prvih demokratskih izbora u Hrvatskoj 1990., nova vlast je odbacila komunističke simbole i vratila u upotrebu povijesna hrvatska obilježja. Propaganda je taj čin iskoristila za izravno povezivanje nove hrvatske države s NDH. Hrvatski povijesni grb ("šahovnica") sustavno je nazivan "ustaškim grbom", pri čemu se namjerno ignorirala njegova stoljetna uporaba prije i izvan konteksta ustaškog režima. Slična propagandna logika primijenjena je i prilikom uvođenja hrvatske kune 1994. godine, koja je također bila valuta u NDH. Cilj je bio delegitimizirati novu hrvatsku vlast i prikazati je kao puki nastavak fašističke tvorevine, čime se opravdavao i poticao oružani otpor hrvatskih Srba protiv vlastite domovine.

#### Promjena ustavnog položaja Srba u Hrvatskoj
Promjena Ustava SR Hrvatske iz 1990. godine, kojom su Srbi prestali biti definirani kao jedan od "konstitutivnih naroda", bila je središnji element propagande. Iako je novi Ustav svim građanima, pa tako i pripadnicima srpske i drugih manjina (Česi, Mađari, Slovaci, Rusini, Talijani i Ukrajinci), jamčio puna građanska i etnička prava, propaganda je ovu promjenu prikazivala isključivo kao "degradaciju" Srba na status nacionalne manjine i ukidanje njihovih povijesnih prava.
Hrvatska je, kroz Ustav i kasnije doneseni Ustavni zakon o ljudskim pravima i slobodama i o pravima etničkih i nacionalnih zajednica ili manjina, uvela model tzv. pozitivne diskriminacije, kojim su manjinama, uključujući srpsku, osigurana posebna prava koja nadilaze opća građanska prava zajamčena svim državljanima. To uključuje zajamčenu zastupljenost u Hrvatskom saboru i lokalnim tijelima, pravo na kulturnu autonomiju te uporabu vlastitog jezika i pisma. Međutim, velikosrpska propaganda je u potpunosti ignorirala ove garancije, fokusirajući se isključivo na gubitak statusa "konstitutivnog naroda" kao krunski dokaz neprijateljstva nove hrvatske države.
Ovaj narativ bio je temelj za politički stav da "srpska zemlja je tamo gdje žive Srbi" i da Srbi imaju pravo na samoopredjeljenje i odcjepljenje od takve Hrvatske. Time je promjena ustava, predstavljena kao čin neprijateljstva, poslužila kao izravno opravdanje za oružanu pobunu i stvaranje paradržavnih tvorevina na teritoriju Republike Hrvatske.

### Primjeri medijskih manipulacija i dezinformacija za vrijeme Domovinskog rata i ratova na tlu bivše Jugoslavije
Osim općih propagandnih narativa, velikosrpska kampanja tijekom 1990-ih koristila se i konkretnim medijskim fabrikacijama i sustavnim dezinformacijama. Svrha tih lažnih vijesti bila je višestruka: stvoriti neposredan povod za vojne operacije (casus belli), demonizirati protivničku stranu, opravdati vlastite postupke i homogenizirati domaću javnost u podršci ratu. Državni mediji, prvenstveno RTV Beograd i list Politika, imali su ključnu ulogu u kreiranju i širenju ovih dezinformacija, koje su često kasnije bile razotkrivene kao lažne, nerijetko i u iskazima pred Međunarodnim kaznenim sudom za bivšu Jugoslaviju. U nastavku su navedeni neki od najpoznatijih i dokumentiranih slučajeva koji su korišteni za poticanje sukoba.

#### Slučaj "Pakrački genocid"
Tijekom sukoba u Pakracu, srpske novine Večernje novosti izvještavale su da je oko 40 srpskih civila ubijeno u Pakracu 2. ožujka 1991. od strane hrvatskih snaga. Priča je bila široko prihvaćena od strane javnosti i nekih ministara u srpskoj vladi poput Dragutina Zelenovića. Izvještaj nije mogao biti neovisno potvrđen u drugim medijima.

#### Slučaj "Vukovarsko ubojstvo beba"
Dan prije egzekucije 264 hrvatskih zarobljenika i civila u masakru u Ovčari, srpski mediji su izvijestili da je 40 srpskih beba ubijeno u Vukovaru. Dr. Vesna Bosanac, ravnateljica vukovarske bolnice iz koje su hrvatski zarobljenici i civili odvedeni, izjavila je da vjeruje kako je priča o zaklanim bebama namjerno objavljena kako bi potaknula srpske nacionaliste na egzekuciju Hrvata.

#### Slučaj "30.000 ustaša u Dubrovniku"
Prije opsade Dubrovnika, jugoslavenski časnici (posebice Pavle Strugar) uložili su zajednički napor u lažiranju vojne situacije na terenu i pretjerivanju u opisima 'prijetnji' hrvatskog napada na Crnu Goru od strane "30.000 naoružanih ustaša i 7000 terorista, uključujući kurdskih najamnika". Ta propagandna laž bila je namjerno širena od strane medija pod državnom kontrolom u Srbiji i Crnoj Gori.
U stvarnosti, hrvatske vojne snage u tom području u rujnu bile su praktično nepostojeće. Hrvatske snage sastojale su se od jedne lokalno regrutirane jedinice, koja je brojila manje od 1.500 ljudi i nije imala ni tenkove ni topništvo. Također, nije bilo najamnika, kurdskih ili drugih, koji su se borili za Hrvatsku stranu.

#### Slučaj "Dubrovnik i sagorevanje guma"
Tijekom opsade Dubrovnika 1991., Jugoslavenska narodna armija granatirala je gradsku luku, a Radio-televizija Srbije prikazala je Dubrovnik s vildjivim stupovima dima uz  tvrdnju da su lokalni stanovnici palili automobilske gume kako bi simulirali razaranje grada.

#### Slučaj "Četvrti Rajh" i "Zavera Vatikana"
Jugoslavenski mediji u Beogradu često su izvještavali o navodnoj zavjeri "stranih snaga" oko uništenja Jugoslavije. Jednom prilikom TV Beograd pokazala je Tuđmana kako se rukuje s njemačkim kancelarom Helmutom Kohlom i optužila ih za planiranje uspostave "Četvrtog Rajha", a čak je i Sveta Stolica bila okrivljena za "podržavanje secesionista". Kao posljedica, u rujnu 1991., njemačko i vatikansko veleposlanstvo bila su meta srpskih prosvjednika, koji su vikali "Papa Ivan Pavao II podržava neofašizam u Hrvatskoj".

#### Operacija Labrador (Operacija Opera Orientalis)
Tijekom notorne operacije pod lažnom zastavom, Operacije Labrador, koja je sprovedena 1991. od strane jugoslavenske vojne obavještajne službe, srpski mediji su ponovno iznosili lažne optužbe u kojima se suvremena Hrvatska pokušala dovesti u vezu s fašizmom, nacizmom i antisemitizmom iz Drugog svjetskog rata s ciljem diskreditiranja hrvatskih zahtjeva za neovisnost na Zapadu.

#### Propaganda kao dio optužnice protiv Miloševića
Dva člana Savezne službe za sigurnost (KOG) svjedočila su za tužiteljstvo u Miloševićevom suđenju o njihovom uključenju u njegovu propagandu kampanju. Slobodan Lazarević otkrio je navodne KOS-ove tajne aktivnosti dizajnirane za podrivanje mirovnog procesa, uključujući miniranje nogometnog polja, vodotornja i ponovno otvorene željeznice između Zagreba i Beograda. Ove su akcije trebale biti pripisane Hrvatima. Mustafa Čandić, jedan od četiri pomoćna načelnika KOS-a, opisao je tehnologiju izrade lažnih razgovora kako bi audio snimke zvučale kao da hrvatske vlasti govore Hrvatima u Srbiji da odu iz Srbije kako bi stvorili etnički čistu Hrvatsku. Razgovor je emitirao nakon srpskog napada na Hrvate u Srbiji koji su ih natjerali na bijeg. Također je svjedočio o još jednom slučaju dezinformiranja koji uključuje televizijski prikaz leševa, opisanih kao da se radi o srpskim civilima ubijenim od strane Hrvata. Čandić je svjedočio da vjeruje kako su to zapravo bili tijela Hrvata ubijenih od Srba, ali ta izjava nije verificirana. Također je potvrdio postojanje Operacija Opera i Labrador.

#### Lažni citati Tuđmana iz 1992. o "Hrvatskoj koja želi rat"
Srpski mediji su naglašavali da je hrvatski predsjednik Franjo Tuđman započeo rat u Hrvatskoj. Kako bi potkrijepili tu tvrdnju, mediji su ponovno referencirali njegov govor u Zagrebu 24. svibnja 1992. i tvrdili da je navodno rekao: "Ne bi bilo rata da Hrvatska nije htjela rat". Tijekom suđenja u Haškom tribunalu, Slobodan Milošević i Milan Martić također su često koristili navodne Tuđmanove citate kako bi dokazali svoju nevinost.
Međutim, tužitelji ICTY-a su uspjeli pribaviti integralnu snimku Tuđmanovog govora te su je u cijelostii reproducirali tijekom Martićevog suđenja 23. listopada 2006., i time dokazali da Tuđman nikad nije rekao da Hrvatska 'želi rat'. Citat je zapravo sljedeći: "Neki pojedinci u svijetu koji nisu bili prijatelji Hrvatske tvrdili su da smo i mi odgovorni za rat. A ja sam im odgovorio: Da, ne bi bilo rata da smo odustali od cilja stvoriti suverenu i neovisnu Hrvatsku. Predložili smo da se naš cilj ostvari bez rata, i da se jugoslavenska kriza riješi pretvaranjem federacije, u kojoj nitko nije bio zadovoljan, posebno ne hrvatski narod, u uniju suverenih zemalja u kojoj bi Hrvatska bila suverena, sa svojom vojskom, svojim novcem, svojom diplomacijom. Ali oni to nisu prihvatili".

#### Slučaj "Bosanski mudžahedini"
Srpska propaganda tijekom rata u Bosni i Hercegovini prikazivala je bosanske Muslimane kao nasilne ekstremiste i islamske fundamentaliste. Nakon serije masakra Bošnjaka, nekoliko stotina (između 300 i 1.500) arapskih izvornih govornika, uglavnom sa Bliskog istoka i iz Sjeverne Afrike, zvanih mudžahedini, došlo je u Bosnu u drugoj polovici 1992. s ciljem pomoći "svojoj muslimanskim braći". Srpski mediji, međutim, izvijestili su o mnogo većem broju mudžahedina i prikazali su ih kao teroriste i veliku prijetnju europskoj sigurnosti kako bi rasplamsali anti-muslimansku mržnju među Srbima i drugim kršćanima.
Niti jedna optužnica nije izdana od strane ICTY-a protiv bilo kojeg od stranih dobrovoljaca. Međutim, slučajevi jedinica mudžahedina koji su počinili ratne zločine, uključujući ubijanje, mučenje i odsijecanje glava srpskih i hrvatskih civila i vojnika jesu dokumentirani. Bivši zapovjednik Bosanske vojske, Rasim Delić, osuđen je na tri godine zatvora od strane ICTY-a, djelomično za zločine počinjene od jedinice mudžahedina koja je bila dio njegove divizije, koja je mučila i odsijecala glave zarobljenim srpskim zarobljenicima.

#### Slučaj "Čudovišni liječnici iz Prijedora"
Prije masakra bošnjačkih i hrvatskih civila u Prijedoru srpska propaganda je karakterizirala sve prominentne ne-Srbe kao kriminalce i ekstremiste koji bi trebali biti kažnjeni za svoje ponašanje. Dr. Mirsad Mujadžić, bosanski političar, optužen je da je ubrizgavao droge srpskim ženama kako bi ih učinio nesposobnima za začeće muške djece, što je pak doprinijelo smanjenju nataliteta među Srbima. Također, Dr. Željko Sikora, Hrvat, poznat kao Čudovišni liječnik, optužen je da je primoravao srpske žene na abortus ako su bile trudne s muškom djecom i da je kastrirao mušku djecu srpskih roditelja. Nadalje, u članku "Kozarski Vjesnik" datiranom 10. lipnja 1992., Dr. Osman Mahmuljin optužen je da je namjerno pružio neispravnu medicinsku njegu svom srpskom kolegi, Dr. Živku Dukiću, koji je imao srčani udar.
Poznato je da su Mile Mutić, direktor "Kozarskog Vjesnika", i novinar Rade Mutić redovito su prisustvovali sastancima srpskih političara kako bi dobili informacije o sljedećim koracima širenja propagande.

#### Slučaj "Zavera Markale"
Masakri u Markalama bili su dva artiljerijska napada na civile na tržnici Markale, počinjena od strane Vojske Republike Srpske tijekom opsade Sarajeva. Potaknuti početnim izvješćem UNPROFOR-a, srpski mediji su tvrdili da je bosanska vlada granatirala svoje vlastite civile kako bi natjerala zapadne sile da interveniraju protiv Srba. Međutim, u siječnju 2003., ICTY je zaključio da je masakr počinjen od strane srpskih snaga razmještenih oko Sarajeva. Iako je o tome široko izvještavano u međunarodnim medijima, presuda je u potpunosti ignorirana u samoj Srbiji.

#### Slučaj "Lavovi iz Pionirske doline"
Tijekom opsade Sarajeva, srpska propaganda nastojala je opravdati opsadu po svaku cijenu. Kao rezultat tog napora, srpska nacionalna televizija prikazala je izvještaj koji je tvrdio da "srpska djeca bivaju davana kao hrana lavovima u Sarajevskom zoološkom vrtu zvanom Pionirska dolina od strane muslimanskih ekstremista".

#### Slučaj "Kravica uzrokuje osvetu u Srebrenici"
Dok je bošnjačka enklava Srebrenica bila pod opsadom od strane Vojske Republike Srpske, njen zapovjednik, Naser Orić, vodio je nekoliko napada oko obližnjih srpskih sela, od kojih su mnoga bila većinski bošnjačka prije rata, ali su bila okupirana od srpskih snaga već tijekom prvih mjeseci opsade. Operacije su rezultirale mnogim srpskim žrtvama, a sam Orić je kasnije optužen i osuđen od strane ICTY-a. Međutim, također je ustanovljeno da su regularne bošnjačke snage u Srebrenici često bile u nemogućnosti suzbiti velike skupine gladnih civila koji su sudjelovali u napadima kako bi se domogli hrane iz srpskih sela. Unatoč takvoj prirodi sukoba, ti napadi su od nekih srpskih medija opisani kao glavni okidač i opravdanje za srpski napad na Srebrenicu 1995. Televizijski voditelj je na Palama izjavio je da je "Srebrenica oslobođena od terorista" i da je "ofanziva uslijedila nakon što su muslimanske snage napale srpska sela izvan zaštićene zone Srebrenice".

## Srpski svet
Srpski svet je naziv pod kojim od sredine 2020. godine neki srpski intelektualci i političari promiču povezivanja Srba u Srbiji s onima u okolnim državama. Neki od zagovaratelja „Srpskoga sveta” govore o državnom povezivanju Srba u jednu državnu zajednicu, a drugi o kulturnom, gospodarskom i drugom povezivanju Srba u susjednim državama uz Srbiju.
Neki autori ukazuju na sličnosti između koncepta Srpskoga i slično nazvanoga „Ruskoga svijeta” (rus: Русский мир) kojega je 1999. godine predstavio autor Pjotr Ščedrovicki u članku „Ruski svijet i ruska transnacionalnost”, a koji se od 2022. promiče kao službeni projekt Ruske Federacije, putem Zaklade „Russkiy Myr”, te koja je proteklih desetljeća korištena radi ostvarivanja pretenzija za kontrolu Rusije nad društvima susjednih država.
Milo Đukanović, predsjednik Crne Gore izjavljuje sredinom rujna 2021. godine prigodom službenoga posjeta Republici Hrvatskoj kako je koncept Srpskog svijeta tek eufemizam za stari koncept Velike Srbije, koji koriste suvremeni političari koji sudjeluju u upravljanju Srbijom. U očitom odgovoru na taj istup predsjednika Crne Gore, ministar unutarnjih poslova Republike Srbije Aleksandar Vulin u komunikeu na službenim stranicama tog ministarstva od 23. rujna 2021. god. objašnjava: „Srpski svet je ideja političkog objedinjavanja Srba i postojala je vekovima pre mene, a bila je posebno popularna u Crnoj Gori, istina, pre nego su neki Srbi otkrili da su Crnogorci... Onaj ko je priznao lažnu državu Kosovo nema prava da govori o nepovredivosti granica i mora biti spreman da prihvati posledice svojih odluka”.
Daniel Serwer, profesor na Institutu međunarodnih odnosa Sveučilišta Johns Hopkins naziva 2021. god. koncepciju srpskog sveta "podgrijanom verzijom Velike Srbije", gdje vodeći krugovi Srbije za sada nastoje bez nasilja postići državno ujedinjenje Srbije s raznim teritorijima nastanjenim etničkim Srbima u susjednim zemljama; u tome da se oslanjaju na važnu potporu Rusije. Serwer međutim ne sagledava da bi bilo moguće da susjedne države pristanu na takvo što, te smatra koncepciju ozbiljnom prijetnjom regionalnom miru i stabilnosti.
Makedonski autor Gurakuç Kuçi piše 2024. godine piše da na Balkanu zadnjih desetak godine u "tandemu" djeluju politike Rusije i Srbije, s ideološkim osloncem na projekte "Ruskog svijeta" i "Srpskog svijeta". Prema Kuçiju, cilj raznih hibridnih strategija koje provode Rusija i Srbija - koje uključuju korištenje internetskih medija, uključivanje političara i vjerskih zajednica - jest "da se zaustavi napredovanje balkanskih zemalja prema NOTO-u i Europskoj uniji, s ciljem da se uspostavi odnos velikih sila koji će činiti mutlipolarni svjetski poredak".

## Vanjske poveznice
- Der Traum von der «serbischen Welt», NZZ